# Корчин (гміна)
Ґміна Корчин — колишня (1934–1939 рр.) сільська ґміна Сокальського повіту Львівського воєводства Польської республіки. Центром ґміни було село Корчин.
Ґміну Корчин було утворено 1 серпня 1934 р. у межах адміністративної реформи в II Речі Посполитій із дотогочасних сільських ґмін: Бишів, Гоголів, Яструбичі, Корчин, Поздимир, Радванці, Рожджалів, Ряшовичі, Торки, Збоїська.
27 вересня 1939 р. відповідно до Пакту Молотова — Ріббентропа територія ґміни була зайнята радянськими військами, 17 січня 1940 р. включена до новоутвореного  Шевченківського району Львівської області (в 1941-1944 рр. входила до Дистрикту Галичина).